# Murščak
Murščak este o localitate din comuna Radenci, Slovenia, cu o populație de 161 de locuitori.